# Peter Joseph
Peter Joseph (Winston-Salem, 1979) è un musicista, regista, produttore cinematografico, sceneggiatore e attivista statunitense.
È un attivista americano, regista di film non commerciali. Ha scritto, diretto, prodotto, tre documentari, di cui ha realizzato anche la colonna sonora e fornito la voce narrante: Zeitgeist: The Movie nel 2007, il suo seguito, Zeitgeist: Addendum, nel 2008, e il terzo capitolo, Zeitgeist: Moving forward, nel gennaio 2011. Ha deciso di distribuirli gratuitamente attraverso internet, tramite l'utilizzo di Google video e BitTorrent, per incoraggiare la loro diffusione a livello mondiale. Peter Joseph è il fondatore del The Zeitgeist Movement, un'organizzazione con oltre 400.000 iscritti.

## Infanzia e giovinezza
Peter nasce in Nord Carolina in una famiglia medio borghese. In alcune interviste ha affermato che il ruolo di assistente sociale della madre ha contribuito a formare la sua opinione e le sue impressioni sullo stile di vita americano. In seguito si trasferì a New York per frequentare una scuola artistica. Attualmente vive e lavora a New York come editore/produttore/compositore indipendente per vari enti. A causa dei contenuti controversi dei suoi film, ha scelto di nascondere il suo cognome per proteggere l'anonimato della sua famiglia.

## Zeitgeist: The Movie
Zeitgeist: The Movie nacque come un progetto personale ed è stato mostrato a New York come libera espressione di sensibilizzazione del pubblico. A fine evento il film è stato pubblicato su internet senza soffermarsi a pensare sulla possibile reazione del pubblico. In poco tempo, il film ha ricevuto diverse migliaia di visualizzazioni e alcuni mesi dopo la "Final Edition" è stata completata.

## Zeitgeist: Addendum
Nell'Ottobre del 2008, Zeitgeist: Addendum è stato lanciato come una continuazione del primo film, concentrandosi sulle questioni fondamentali come il tema della corruzione umana, ma, allo stesso tempo, offrendo una soluzione. Il sito riporta una media di 50.000 pagine viste al giorno, arrivando a circa 10 milioni nell'agosto 2009. Questi dati non includono le visualizzazioni su YouTube e altre piattaforme.

## Zeitgeist: Moving Forward
Zeitgeist: Moving Forward è il terzo capitolo di Zeitgeist: The Movie e segue cronologicamente a Zeitgeist: Addendum.
Il film è stato pubblicato indipendentemente in modo contemporaneo il 15 gennaio 2011 in 60 nazioni e 30 lingue, con 340 proiezioni in tutto il mondo. È stato definito uno degli eventi indipendenti più grandi della storia del cinema.
Il film è stato pubblicato gratuitamente su internet dal 26 gennaio 2011 e ha ricevuto 300 000 visualizzazioni nelle prime 24 ore e oltre 1,4 milioni di visualizzazioni nei cinque giorni successivi. Il 1º febbraio 2011 è stato pubblicato un file torrent per il download gratuito attraverso il network VODO, permettendo la donazione per finanziare i film successivi.

## Attivismo e il Movimento Zeitgeist
Joseph ha iniziato il Movimento Zeitgeist nel 2009 dopo l'uscita del suo secondo film, Zeitgeist: Addendum. Questo movimento auspica la consapevolezza sociale, ampi concetti per un cambiamento sociale, il più significativo dei quali è la transizione dalla corrente economica monetaria verso una società globale moderna e una economia basata sulle risorse.
Il 24 febbraio del 2010, durante un discorso radiofonico, Joseph parlando del movimento, ha detto: “Non stiamo proclamando nessun tipo di comportamento. Stiamo cercando di riaggiustare la società in modo positivo, olisticamente, attraverso la tecnologia e la scienza. Tutto qui”. Si è allontanato dalla visione del suo collega e amico Jacque Fresco, per dissidi inerenti alla gestione del Movimento Zeitgeist, e ha deciso di impegnarsi solo nell'ambito della comunicazione, ritenendo il Venus Project inconcludente.
Il 14 aprile 2011 Jacque Fresco ha affermato "il Movimento Zeitgeist non sa nulla!" e "Peter Joseph non ha idea di cosa fare". Nello stesso discorso ha affermato che Peter "è una brava persona, vuole vedere un mondo migliore, ma non segue il Venus Project; vuole dirigerlo!". [1] Le tensioni hanno prodotto una scissione tra i due movimenti: Crisi tra Movimento Zeitgeist e Venus Project.

## Attenzione dei Media
Poco dopo lo Zeitgeist Day del 2009 Joseph è stato l'oggetto di un articolo del New York Times e anche di varie interviste realizzate da conduttori radiofonici e da giornalisti di media indipendenti.
All'inizio del 2010 Charles Robinson ha realizzato un'intervista non-profit e scaricabile gratuitamente, nella quale Joseph discute delle sue esperienze di vita.